# Les Tuche
Les Tuche è un film del 2011 diretto da Olivier Baroux.

## Trama
A Bouzolles, chiunque conosce la famiglia Tuche. Jeff, Cathy e i loro tre figli seguono la particolare filosofia secondo cui l'uomo non è fatto per lavorare, malgrado le loro difficoltà economiche. In poche parole, sono poveri ma felici. Il loro fragile equilibrio cambia però il giorno in cui vincono 100 milioni di euro alla lotteria. Desiderando cambiare del tutto le loro esistenze, decidono di andare a vivere a Monaco, dove dovranno essere accettati, adattarsi alla loro nuova casa e cambiare abitudini.

## Remake
Il 15 dicembre 2016 è uscito il film Poveri ma ricchi, remake italiano diretto dal regista Fausto Brizzi.